# Angélica Bernal
Dit is een Spaanse naam; Bernal is de vadernaam en Villalobos is de moedernaam.
María Angélica Bernal Villalobos (Bogotá, 27 maart 1995) is een rolstoeltennisspeelster uit Colombia. Bernal speelt rechtshandig.

## Medische voorgeschiedenis
Bernal werd geboren zonder rechterbeen (focomelie). Sinds zij twee jaar is, heeft zij een prothese. Door aanmoediging van haar vader maakte zij al jong een sportieve ontwikkeling door. Na voetbal, inline skaten en basketbal schakelde zij op elfjarige leeftijd over op rolstoeltennis.

## Loopbaan
Bij de junioren bereikte Bernal de tweede plaats op de wereldranglijst (januari 2011) na het winnen van de Cruyff Foundation Junior Masters van 2011 in Tarbes (Frankrijk). Ook in 2012 won zij dit toernooi.
In 2011 won zij een bronzen medaille op de Parapan American Games in Guadalajara (Mexico). Zij vertegenwoordigde Colombia op de Paralympische spelen van 2012 in Londen en op de Paralympische spelen van 2016 in Rio de Janeiro.
Bernal won het Barranquilla Open-toernooi in Colombia in 2011, 2012 en 2014, alsmede het Semana Guga Kuerten-toernooi in Brazilië in 2017, 2018 en 2019.
Nadat Bernal in 2015 een zilveren medaille had gewonnen op de Parapan American Games in Toronto (Canada), veroverde zij de gouden medaille op de 2019-editie van dit toernooi in Lima (Peru), waar zij de Chileense Macarena Cabrillana in de finale versloeg.
In 2020 had zij haar grandslamdebuut op het US Open, waar zij in het enkelspel de halve finale bereikte.
In 2021 won Bernal het Sardinia Open International-toernooi in Italië – in de finale versloeg zij de Britse Lucy Shuker.

## Persoonlijk
Bernal heeft sinds 2010 in Bogotá een tennisschool Semillas sin Barreras voor gehandicapte kinderen en tieners. Daarnaast studeert zij Internationale betrekkingen en politiek aan de universiteit van Bogotá.

## Resultaten grandslamtoernooien
| Legenda | Legenda                          |
| ------- | -------------------------------- |
| g.t.    | geen toernooi gehouden           |
| l.c.    | lagere categorie                 |
| –       | niet deelgenomen                 |
| G       | uitgeschakeld in de groepsfase   |
| 1R      | uitgeschakeld in de eerste ronde |
| 2R      | uitgeschakeld in de tweede ronde |
| 3R      | uitgeschakeld in de derde ronde  |
| 4R      | uitgeschakeld in de vierde ronde |
| KF      | uitgeschakeld in de kwartfinale  |
| HF      | uitgeschakeld in de halve finale |
| F       | de finale verloren               |
| W       | het toernooi gewonnen            |
| w-v     | winst/verlies-balans             |

### Enkelspel
- De kwartfinale is doorgaans de eerste ronde.

| toernooi        | 2020 | 2021 | 2022 | 2023 | 2024 |
| --------------- | ---- | ---- | ---- | ---- | ---- |
| Australian Open | –    | KF   | –    | 1R   | 1R   |
| Roland Garros   | –    | KF   | 2R   | 1R   |      |
| Wimbledon       | g.t. | KF   | –    | –    |      |
| US Open         | HF   | KF   | 1R   | 2R   | g.t. |

### Dubbelspel
- De halve finale is doorgaans de eerste ronde.

| toernooi        | 2020 | 2021 | 2022 | 2023 | 2024 |
| --------------- | ---- | ---- | ---- | ---- | ---- |
| Australian Open | –    | HF   | –    | 1R   | HF   |
| Roland Garros   | –    | HF   | 1R   | 1R   |      |
| Wimbledon       | g.t. | HF   | –    | –    |      |
| US Open         | HF   | HF   | KF   | 1R   | g.t. |